# Lectron

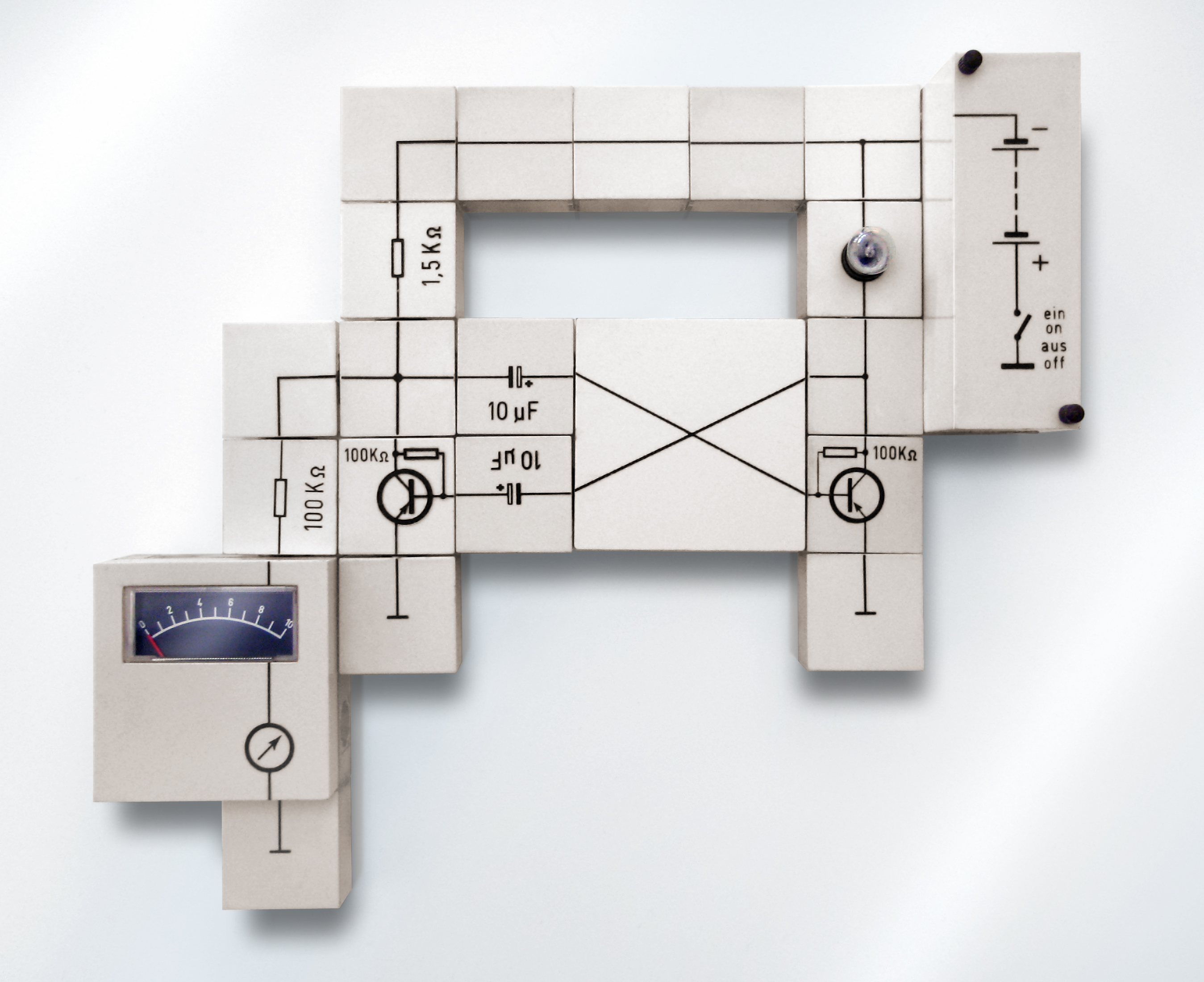
Beispielhafter Aufbau des Elektronik-Experimentiersystems Lectron

Das Elektronik-Experimentiersystem Lectron ist ein modulares System von Bausteinen zum einfachen Aufbau von elektrischen und elektronischen Schaltungen in Schule und Lehre.

## Aufbau
Das Grundelement ist ein quadratischer Block mit 27 mm × 27 mm Kantenlänge. Größere Blöcke entsprechen einem Vielfachen in Höhe und/oder Breite. Meist enthält ein Block nur ein einziges Bauteil bzw. eine Verbindung. Der einzelne Baustein ist seitlich transparent, um das Innenleben sichtbar zu machen. Auf der Gehäuseoberseite sind das Schaltsymbol des Bausteins (i. d. R. gemäß DIN EN 60617) sowie die Anschlüsse aufgezeichnet. An der Unterseite trägt jeder Baustein Magnete, mit denen er auf der metallischen Grundplatte fixiert wird. Diese dient auch als gemeinsame Masse (erreichbar über den Massebaustein 2101). Der Kontakt der Bausteine untereinander wird mit seitlich angebrachten, ebenfalls magnetischen Kontaktplättchen hergestellt. Es werden keine zusätzlichen Leitungen benötigt. Die entstehende Schaltung ist dabei optisch nahe an ihrem eigenen Schaltplan.
Der Aufbau ermöglicht Experimente in den Bereichen Elektromotorik, Magnetismus, Radiotechnik (auch Röhren), Solartechnik, Digitaltechnik, aber auch medizinische Elektronik und Neurosimulation dank spezieller Einheiten wie dem EKG-Simulator-Baustein. Bereits der Grundkasten zeigt den Weg bis zu einem Radioempfänger.

## Geschichte
In den 1960er Jahren entwickelte Georg Franz Greger das System, das er am 7. Mai 1965 zum Patent einreichte. Das deutsche Patent (Patentschrift 1 228 081) wurde am 18. Mai 1967 zugeteilt, ein amerikanisches (#3,447,249) am 3. Juni 1969. Ein britisches Patent (1 217 885) wurde im Dezember 1968 als Erweiterung zu einem bereits 1966 gewährten Patent (1 082 036) angemeldet.
Erstmals wurde das Lectron-System im Frühjahr 1966 auf der Nürnberger Spielwarenmesse vom Lizenznehmer und ersten Hersteller Egger-Bahn vorgestellt. Im Herbst 1966 erhielt Georg Greger auf der Electronica in München einen ersten Preis.
Ab 1966 wurden die Baukästen unter der Bezeichnung Egger Lectron vertrieben. Mit der Auflösung der Egger-Bahn wurde 1967 die Entwicklung in die Deutsche Lectron GmbH überführt. 1967 erwarb Braun die Lizenzen für Deutschland und weltweit mit Ausnahme derjenigen für Nordamerika, welche an die Raytheon Education Company gingen. Bei Braun wurde im selben Jahr das Design der Bausteine von Dieter Rams überarbeitet und dem typischen „Braun-Design“ angepasst. Als Neuheiten wurden das bekannte und mehrfach ausgezeichnete Braun-Buchlabor für Kinder und Anfänger sowie die Schülerübungssysteme erstellt. Raytheon vertrieb Lectron ab 1967 als Electronic Dominoes (zwei Kästen) und ab 1968 als Lectron. 1968 wurde ein Kasten unter dem Creative-Playthings-Label verkauft. Der Vertrieb wurde 1969 eingestellt. Kimple-Products vertrieb 1972–1974 Restbestände von Raytheon unter der Marke Mr. Wizard's Experiments In Electronics. 1970 wurden bei Braun die maßgeblich von Dietrich Lubs entworfenen Demonstrationssysteme eingeführt. Ebenfalls ab 1970 waren die Handbücher in bis zu acht Sprachen erhältlich.
Die Produktion aller Elemente und Kästen (ohne Manuale und Karton) erfolgte bis 1972 für alle Lizenznehmer bei der Deutschen Lectron GmbH in München. Die Lectron-Abteilung von Braun wurde 1972 unter Leitung des Braun-Ingenieurs Manfred Walter in eine eigenständige Firma, Lectron GmbH, ausgelagert, die auch die Produktion von der Deutschen Lectron GmbH übernahm und nach Frankfurt verlagerte. Die Produktbezeichnung lautete nun Lectron. Die Produktlinie wurde komplett auf Schulen ausgerichtet. In dieser Zeit kam eine Vielzahl neuer Bausteine hinzu. In Italien wurden ab 1973 Lectron-Kästen vom bisherigen Vertriebspartner INELCO unter eigenem Namen angeboten.
Aus Alters- und steuerlichen Gründen übertrug Manfred Walter 2001 das Lectron-System mitsamt den Produktionsanlagen dem Frankfurter Verein für soziale Heimstätten als Schenkung. Die Kästen wurden nun in der Reha Werkstatt Oberrad, einer beschützenden Werkstatt, hergestellt. Mindestens bis 2010 erfolgten noch Erweiterungen. 
Der Vertrieb (und die Produktion) von Lectron durch die Reha Werkstatt Oberrad wurde 2022 eingestellt. 

## Egger Lectron
Das Experimentiersystem wurde von Georg Franz Greger zusammen mit der Egger-Bahn GmbH unter dem Namen Egger Lectron von 1966 bis 1967 angeboten. Ende 1967 wurde die Egger-Bahn GmbH aufgelöst; das System und die Entwicklung wurden in die Deutsche Lectron GmbH überführt.
Es gab fünf Kästen dieses Systems:
- 8000 – Grundsystem
- 8100 – Ausbausystem 1
- 8200 – Ausbausystem 2
- 8300 – Grund- und Ausbausystem 1
- 8400 – Grund-, Ausbausystem 1 und Ausbausystem 2

Ein sechster, reduzierter Kasten kam bei Egger nicht mehr zur Auslieferung:
- 800 – Mini-Lectron

Das zwanzig verschiedene Experimente beinhaltende Grundsystem 8000 kostete 1967 mit Handbuch 87,00 DM.

## G.B.C.
1966 übernahm G.B.C. Italiana SA.S in Mailand den Vertrieb der Egger-Lectron-Kästen in Italien. G.B.C. agierte zu diesem Zeitpunkt unter anderem auch als Italien-Vertretung für die Kosmos-Kästen der Franckh’sche Verlagshandlung.

## Braun Lectron

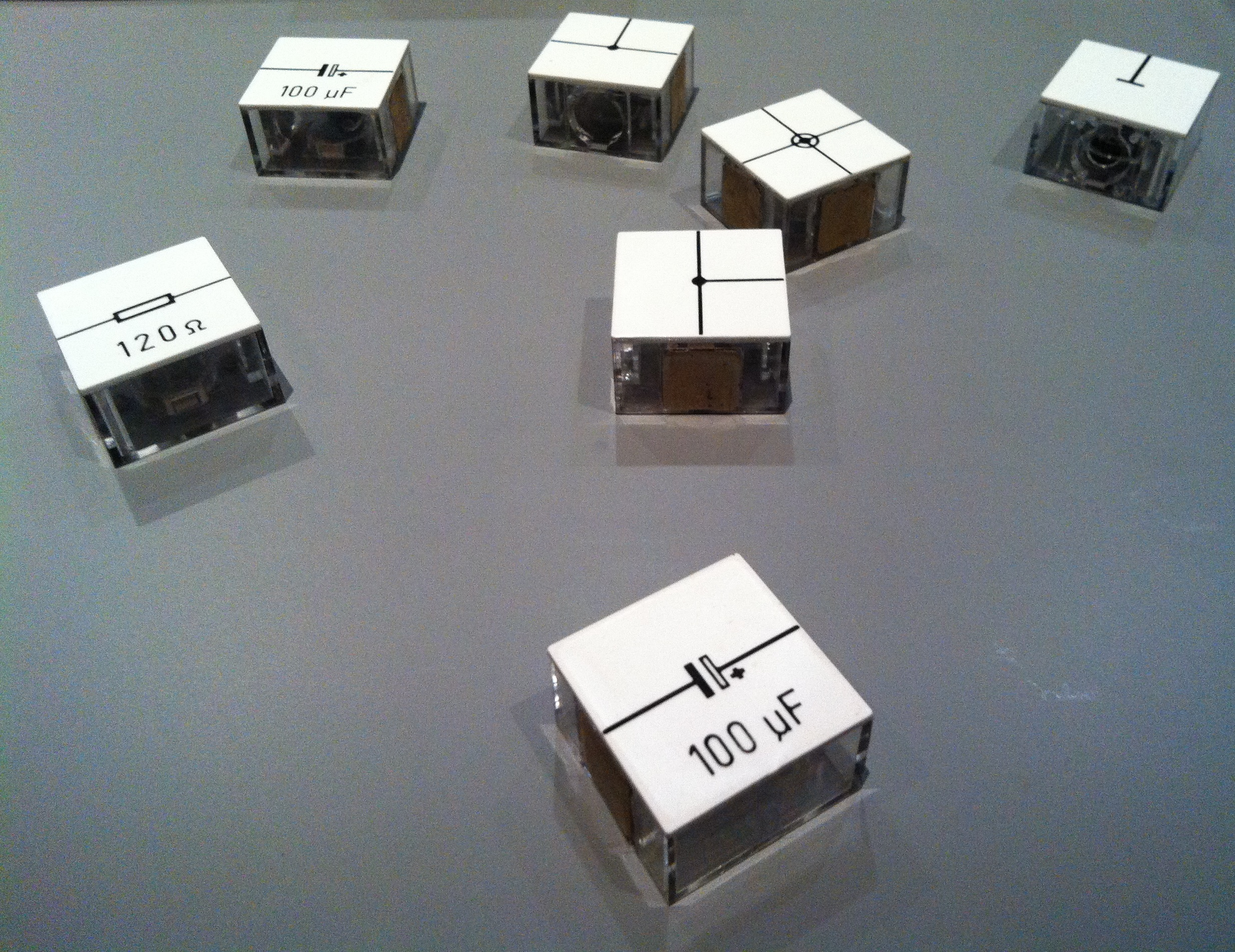
Braun-Lectron-Elemente in der Ausstellung systems design: the ulm school (DHUB, 2012)

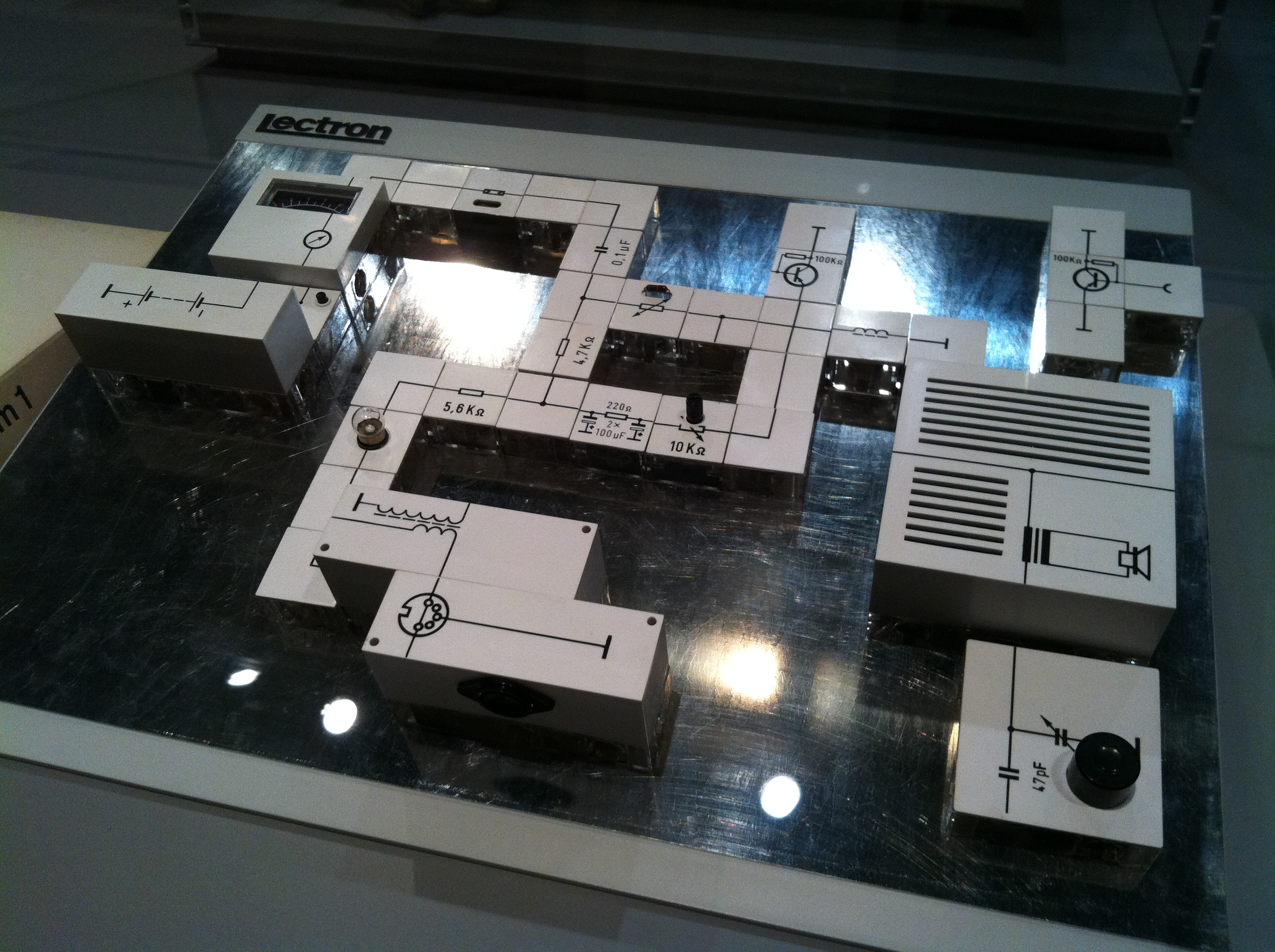
Braun-Lectron-Aufbau in der Ausstellung systems design: the ulm school (Museu del Disseny, 2012)

Ende 1967 erwarb das Unternehmen Braun die Lizenzen für Deutschland und weltweit mit Ausnahme Nordamerikas; diese wurden von der Raytheon Education Company erworben. Direkt nach der Übernahme wurde das Angebot stärker auf den Ausbildungssektor ausgerichtet. Dazu wurden verschiedene Schülersysteme entworfen, welche grundsätzlich dem Experimentiersystem entsprachen, jedoch zusätzlich eine Lehr- und Lernkartei besaßen. Diese Kartei besteht aus einem Satz Schülerübungskarten mit Schaltungsaufgaben und den dazugehörigen Fragen sowie den entsprechenden Antwortkarten für die Lehrkräfte. Eine weitere Neuerung war das Braun-Buchlabor „Was ist Elektronik?“ für Jugendliche und Eltern mit Illustrationen des Zeichners Jules Stauber. Mit diesem ungewöhnlichen Produkt wollten Erwin Braun und der damalige Vertriebsdirektor von Braun, Georg Hohm, bereits Kinder und Jugendliche an die Marke Braun heranführen. Das Buchlabor wurde 1969 als „Schönstes deutsches Jugendbuch“ von der Stiftung Buchkunst ausgezeichnet und erhielt 1971 die Bronzemedaille der Internationalen Buchausstellung in Leipzig. Die Stiftung Warentest bewertete das Buchlabor 1971 mit der Testnote sehr gut.
Die Verpackungen und insbesondere die Handbücher von Lectron wurden von der Braun-Gestaltungsabteilung überarbeitet und an das typische Braun-Design angepasst. Dietrich Lubs, der Designer des bekannten Taschenrechners ET66 mit den runden Knöpfen, entwarf 1969 unter anderem die vergrößerten Symbole für die Demonstrationssysteme. Die Demonstrationssysteme entsprechen inhaltlich den Schülerübungskästen, aber die wichtigsten Bauteile befinden sich in übergroßen Elementen, so dass an einer Tafel gelegte Schaltungen auch von Weitem gut erkennbar sind. Die aufwendige Verarbeitung der Bauteile führte allerdings auch zu einem hohen Verkaufspreis der Systeme, so dass diese in privaten Haushalten kaum Verbreitung fanden. Für Schulen und Ausbildungsstätten waren die einfache Handhabung sowie die Möglichkeit, das Schaltbild direkt von den aneinandergesetzten Bausteinen ablesen zu können, jedoch von großem Vorteil.
Das Braun-Lectron-System wurde in drei Systemen mit jeweils aufeinander aufbauenden Experimentierkästen angeboten. Insgesamt gab es 31 Kästen, 47 Ergänzungspackungen (4xxx) sowie zwei Bastelkästen im Lectron-Look (Radio und Wechselsprechanlage).
- Experimentier-System
  - Buchlabor
  - Mini-System
  - Mini-Ausbau
  - 8000 – Grundsystem, Elektronik I
  - 8100 – Ausbausystem 1, Elektronik II
  - 8200 – Ausbausystem 2, Elektronik III
  - 8300 – Grund- und Ausbausystem 1, Elektronik I und II
  - 8400 – Grund- und Ausbausystem 1+2, Elektronik I, II und III
  - Ausbausystem 3, Computertechnik
  - System 300, Computertechnik
  - Ausbausystem 4, Kybernetik II
- Schülerübungs-Systeme
  - Grundsystem S, Elektronik I
  - Ausbausystem 1S, Elektronik II
  - Grund- und Ausbausystem 1S, Elektronik I und II
  - Ausbausystem 2M, Elektronik III + Kybernetik I
  - Ausbausystem 3S, Computertechnik + Schaltalgebra
  - System 300S, Computertechnik + Schaltalgebra
  - System 1100 – Elektrik I
  - System 1101 – Elektrik II
  - System 1102 – Elektrik I + II (1100+1101)
  - Curriculum Kybernetik I
  - System 1200 – Schaltalgebra
- Demonstrations-System
  - 1300 – Boolesche Algebra
  - 3102 – Elektrizitätslehre I und II (1102)
  - 3201 – Schaltalgebra (1200)

Weiter wurden noch die Lectron Labore Spezial SK I, SK II und SK III angeboten, wobei das Labor III alle Kurse außer Kurs 1300 beinhaltet.
Anleitungen waren in acht Sprachen verfügbar: Dänisch, Deutsch, Englisch, Finnisch, Französisch, Italienisch, Niederländisch und Schwedisch.

## Raytheon Education Company
Raytheon erwarb 1967 die Nordamerika-Lizenzen und vertrieb ab 1967 zwei Bausätze als Electronic Dominoes:
- Model 800 – entsprechend dem Egger-Lectron 800
- Model 820 – entsprechend dem Egger-Lectron 8200 unter Weglassung von vier Bausteinen

Zielgruppe für diese Kästen waren Kinder und Jugendliche.
Ab Mai 1968 begann ein Neustart als Lectron:
- Series 1 – Introductory
- Series 2 – Intermediate (vorher Model 800)
- Series 3 – Deluxe (vorher Model 820)
- Series 3a – Advanced
- Series 4 – Super
- Series 5 – Executive

Der Series-3-Kasten wurde im Laufe des Jahres durch eine Version Series 3a mit der großen Basisplatte der Series 4 und 5 ersetzt. Beide Kästen wurden gleichzeitig angeboten. Zusätzlich wurden acht Erweiterungskästen mit Bausteinen und Anleitungen veröffentlicht. Ebenfalls erschien ein Supplementary Instruction Manual mit zusätzlichen Beispielschaltungen, das separat erworben werden konnte. Packungen mit dem neuen Handbuch erhielten einen orangefarbenen Aufkleber mit der Aufschrift „64 Projects“, auch wenn diese nur durch den Kauf von Zusatzmodulen möglich wurden.
1968 wurde ein der Series 3a entsprechender Kasten als S822 Lectron LCIII für die CBS-Firma Creative Playthings hergestellt. Das Handbuch entspricht aber dem Series-3-Kasten.
Der Vertrieb wurde 1969 eingestellt. Kimple Products, eine Firma von Owens-Illinois, vertrieb 1972–1974 Restbestände von Raytheon in drei Kästen unter der Marke Mr. Wizard's Experiments In Electronics.

## INELCO Lectron
Ab 1967 übernahm INELCO (Industria Elettronica Comense SrI, Tavernerio, Como) den Vertrieb der Braun-Lectron-Kästen in Italien, ab 1973 auch unter eigenem Namen als Sistema Lectron Serie 2000. Mit der Ausgliederung von Lectron übernahm INELCO einen Teil des Unternehmens sowie den alleinigen Vertrieb in Italien. INELCO übernahm ab 1970 auch die Übersetzungen der Bücher in verschiedene Sprachen für die Lectron GmbH.
Es wurden ein Kasten und sechs Ergänzungspackungen angeboten:
- 2000 What is Electronics (Buchlabor) (11 Bausteine)
  - 2001 Photo and Photoresistor (4 Bausteine)
  - 2002 Morse and Interphone (6 Bausteine)
  - 2003 Howto Measure Electricity (6 Bausteine)
  - 2004 Loudspeaker (1 Baustein)
  - 2005 Telephone Repeater – Rain Detector (4 Bausteine)
  - 2006 The Electron in Chemistry (8 Bausteine)

## Lectron
Der von Braun kommende Ingenieur Manfred Walter übernahm und produzierte das Lectron-System ab 1972 als eigenständiger Unternehmer weiter. In dieser Zeit wurde es nochmals umfangreich erweitert und auf den Bedarf von Schulen und Ausbildung ausgerichtet. Ab 1982 wurden Silizium-Halbleiter hinzugefügt (System 500).
Das Programm umfasste 19 von Braun übernommene Kästen sowie elf Neuentwicklungen.

## Reha-Werkstatt Oberrad
2001 schenkte Walter das Unternehmen und die Marke Lectron dem Frankfurter Verein für soziale Heimstätten, der Produktion und Vertrieb in der Reha-Werkstatt Oberrad (RWO) fortsetzte. Das Baukastensortiment wurde um viele moderne Bausteine erweitert, beispielsweise solche aus der Digitaltechnik oder einen integrierten Schaltkreis (IC) für den Radioempfang. Die Weiterentwicklung erfolgte ehrenamtlich unter Leitung von Gerd Kopperschmidt. Zu den Mitarbeitern gehörten Gerd Käuser und Dietrich Lubs. RWO erhielt auf der Werkstättenmesse Offenbach 2002 einen Preis für die Fertigung. 
2014 bestand das Hauptprogramm aus 29 Kästen:
- 1001 Buchlabor
- 1002 Einsteigersystem
  - 1020 Einsteiger-Ausbausystem (1002 + 1020 -> 1003)
- 1003 Start-System
  - 1005 Kraftfahrzeug-Elektronik
  - 1006 Optoelektronik & Solar-Technik
  - 1007 Digitaltechnik
- 1009 Kraftfahrzeug-Elektronik (1003 + 1004 + 1005)
- 1010 Optoelektronik & Solar-Technik (1003 + 1004 + 1006)
- 1011 Digitaltechnik (1003 + 1004 + 1007)
  - 1008 Zähler & Schrittmotor
  - 1012 Operationsverstärker
  - 1013 Schwellwert und Majoritätslogik
  - 1015 PLL-Technik
  - 1016 Neurophysiologie
- 1017 Genregulation
- 1102 Übungs-System
  - 1104 Übungs-Ausbau-System (1102 + 1104 -> 1103)
- 1103 Elektronik-AG
  - 1105 Solartechnik
  - 1106 Magnetismus
  - 1107 Digitaltechnik
  - 1108 Neurophysiologie I
  - 1109 Neurophysiologie II
- 1110 Radio-Technik
  - 1120 Radio-Röhrentechnik

Laut den Angaben auf der Homepage der Reha-Werkstatt Oberrad konnten seit Juli 2020 keine Bestellungen mehr ausgeführt werden. Im März 2022 wurde bekannt gegeben, dass die Produktion endgültig eingestellt wurde.